# Перец гвинейский
Африка́нский пе́рец, также западноафриканский перец, ашанти́йский перец, бени́нский перец, ло́жный кубе́ба, гвине́йский кубеба, узи́за, гвинейский перец, перец Леклю́за, «пиме́нто да ра́бо» — западноафриканское растение, вид рода Перец семейства Перечные, а также пряность, получаемая из высушенных плодов и листьев этого растения. Не следует путать его с негритянским (Xylopia aromatica) и мелегетским перцами (Aframomum melegueta), — эти пряные растения  иногда называют «гвинейский перец», однако они даже не родственны данному виду. Африканский перец имеет также ряд местных названий: кале, кукауабе, масоро, сасема, соро уиса.
Ближайший родственный африканскому перцу вид — перец кубеба; относительно близки к нему также чёрный и длинный перец. Зёрна африканского перца напоминают зёрна перца кубеба, но мельче, имеют более вытянутую форму, более гладкую поверхность и красноватый оттенок. Кроме того, ножки плодов африканского перца отчётливо изогнуты, в то время как у перца кубеба они прямые.
Подобно другим перцам, африканский перец содержит 5—8 % пиперина, придающего ему остроту. Он содержит также много бета-кариофиллена, который изучается как противовоспалительное средство, миристицина, элемицина, сафрола и диллапиола.
Запах африканского перца перца похож на запах кубеба, но гораздо менее горек, зато более свежий, травяной.

## В сельском хозяйстве
Африканский перец — лиана, дорастающая до 20 метров в длину. Регион происхождения и природного произрастания — Центральная и Западная Африка. Сейчас в диком виде он встречается только в Либерии. В ряде стран культивируется — например, в Гане, Гвинее, Либерии, Гвинее-Бисау, Нигерии.
Для получения зёрен собирают зрелые плоды африканского перца. После сушки плодов на солнце зёрна извлекают и дополнительно сушат отдельно.

## История
На протяжении Средних веков африканский перец был известен и использовался в Европе, в частности, в Англии, Португалии и Франции — например, в XIV веке был обычной пряностью в тогдашних центрах торговли пряностями — Руане и Дьепе. Сегодня, однако, в Европе он практически вышел из употребления из-за возросшей доступности чёрного перца и используется в основном в Западной и Центральной Африке, хотя и доступен за её пределами в качестве элемента экзотической африканской кухни — например, листья могут доставляться в замороженном виде.

## В кулинарии
В качестве пряности используются зёрна или листья («узиза»). Ашантийский перец применяется в западно-африканской кухне для придания остроты и пряного аромата традиционным западноафриканским похлёбкам, близким к рагу, кашам или стью, добавляется в варёный рис.
Даже в Западной Африке африканский перец дорог и используется нечасто. Порой несколько зёрен ашантийского перца толкут в ступке вместе с чёрным перцем. Он взаимозаменяем с перцем кубеба, однако придаёт блюдам менее горький вкус. Иногда ашантийский перец оказывается одной из составляющих смеси пряностей бербере в кухнях Египта, Эфиопии и Эритреи. Однако в целом этот перец, хотя и весьма чтимый как пряность в области его происхождения, труднодоступен за её пределами — так, длинный перец значительно чаще используется в берберской кухне.

## В качестве консерванта
Исследования показывают, что ашантийский перец имеет консервирующие и антиоксидантные свойства. При сравнительном изучении трёх разных перцев из Западной Африки для консервирования сома (нильского клариаса) ашантийский перец оказался наиболее эффективным.

## Упоминания в культуре
Узиза неоднократно фигурирует в романе Ч. Ачебе «Стрела бога», посвящённом жизни обитателей Нигерии начала XX века.